# 唐纳德一世
唐纳德·麦克亚尔宾（中世纪盖尔语：Domnall mac Ailpín；现代盖尔语：Dòmhnall mac Ailpein；现代化国王列表通常作为唐纳德一世；812年—862年4月13日）是皮克特人的国王（858年—862年在位）。他继承了其兄肯尼思一世的皮克特人国王王位。

## 统治
《阿尔巴国王编年史》说唐纳德在位四年，与他哥哥死于858年2月而他自己死于862年4月这一信息相匹配的信息在《阿尔斯特编年史》有记录。该编年史的记录为：
在他那个时代，盖尔人同他们的国王一起制定了王国的法律来使权力得到保障，福瑞迪维奥的奥凯德之子艾德 （称那为法律）。
白王艾德的法律已经全部丢失，但它被假定为相像于吉里思·麦克邓加（吉里思一世，Giric mac Dúngail）和君士坦丁·麦克艾德（君士坦丁三世，Causantín mac Áeda） 的法律，这些法律可能和教会有关，内容可能是授予教会特权以及普遍豁免教会的行为。福瑞迪维奥作为制定法律的地点有着深远的意义，随着肯尼思的驾崩到君士坦丁后来被葬在斯昆附近，由此可见斯昆可能是亚尔宾指定给儿子及后裔的心脏地带。
《梅尔罗斯编年史》说唐纳德“在战斗中是个充满活力的战士......据说他在斯昆被暗杀。”没有其他的来源报道称唐纳德死于暴力。
《布里切尼预言》在第123–124页一节诗指的是唐纳德：
灾祸将因[肯尼思·麦克亚尔宾驾崩]蔓延整个苏格兰；长得直到他的归来。长得直到外国妻子的行为不检的儿子取得（君权）。他将会享国三年三月[虽然汝为其而奋争]。他的墓碑将会在奥湖之上。他被疾病夺取生命。
尽管唐纳德通常被假定认为无子女，但后来成为国王的吉里思有可能是唐纳德的儿子，因为他的父姓读作mac Domnaill而不是通常假象的mac Dúngail。然而，这种说法没有得到广泛接受。
唐纳德在Cinnbelachoir宫（未知地点）或是在Rathinveralmond宫（未知地点，可能和Cinnbelachoir是同一地点，推测在阿蒙德河与泰河交界处附近或在斯昆附近）驾崩。他最终被葬在爱奥那岛。

## 脚注
1. ↑  Domnall mac Ailpín是中世纪盖尔式名，意为亚尔宾之子唐纳德。
2. ↑  Annals of Ulster, s.a. 858 & 862.
3. ↑  Anderson, ESSH, p. 291, citing Skene.
4. ↑  Smyth, p. 188.
5. ↑  Anderson, ESSH, p. 291.
6. 1 2  Anderson, ESSH, p. 292, citing Skene.
7. ↑  Smyth, p. 187.
8. ↑  Compare Duncan, p. 11ff.
9. ↑  Anderson, ESSH, p. 291; Duncan, pp. 10–11.